# Eroii de la Telemark
Eroii de la Telemark (în engleză The Heroes Of Telemark) este un film de acțiune și de aventură din 1965 regizat de Anthony Mann și produs de Benjamin Fisz după un scenariu de Ivan Moffat și Ben Barzman. În rolurile principale joacă actorii Kirk Douglas ca Dr. Rolf Pedersen și Richard Harris ca Knut Straud, în rolurile secundare Ulla Jacobsson ca Anna Pedersen și Michael Redgrave. Filmul, bazat pe fapte reale, prezintă acțiunile unui grup de sabotori norvegieni de a opri programul nuclear nazist prin împiedicarea germanilor de a obține apă grea. A fost filmat în Norvegia.

## Distribuție
- Kirk Douglas – Dr Rolf Pedersen
- Richard Harris - Knut Straud
- Ulla Jacobsson - Anna Pedersen
- Michael Redgrave - Uncle
- David Weston - Arne
- Sebastian Breaks - Gunnar
- John Golightly - Freddy
- Alan Howard - Oli
- Patrick Jordan - Henrik
- William Marlowe - Claus
- Brook Williams - Einar
- Roy Dotrice - Jensen
- Anton Diffring - Major Frick
- Ralph Michael - Nilssen
- Eric Porter - Josef Terboven
- Wolf Frees - Sturmbannführer Knippelberg
- Karel Stepanek - Professor Hartmüller
- Gerard Heinz - Professor Erhardt
- Victor Beaumont - German Sergeant
- George Murcell - SS Oberscharführer
- Mervyn Johns - Col. Wilkinson
- Barry Jones - Professor Roderick Logan
- Geoffrey Keen - Gen. Bolt
- Robert Ayres - General Courts
- Jennifer Hilary - Sigrid
- Maurice Denham - Doctor
- David Davies - Captain of 'Galtesund'
- Philo Hauser - Businessman
- Faith Brook - Woman on Bus
- Elvi Hale - Mrs. Sandersen
- Russell Waters - Mr. Sandersen
- Paul Hansard - German Officer (nemenționat)
- George Roubicek - German Radio Operator (nemenționat)
- Joe Dunne - Norwegian Quisling's Nazi (nemenționat)

## Vezi și
- Programul nuclear nazist
- Listă de filme străine până în 1989

## Legături externe
- Eroii de la Telemark la Internet Movie Database
- Eroii de la Telemark la Rotten Tomatoes
- Eroii de la Telemark la Allmovie
- Eroii de la Telemark la TCM Movie Database
- The Heroes of Telemark în Catalogul Institutului American de Film